# Bandini (famiglia)
La famiglia Bandini è stata una famiglia nobile italiana originaria di Firenze. Divisa in numerosi rami sparsi per tutta l'Italia centrale, riuscì a ritagliarsi un ruolo politico di rilievo all'interno di diversi stati italiani.

## Origini
Ramo cadetto della famiglia guelfa dei Baroncelli di Firenze, i Bandini (in principio Bandini Baroncelli) nascono dalla discendenza di Bandino di Bencivenni Baroncelli.

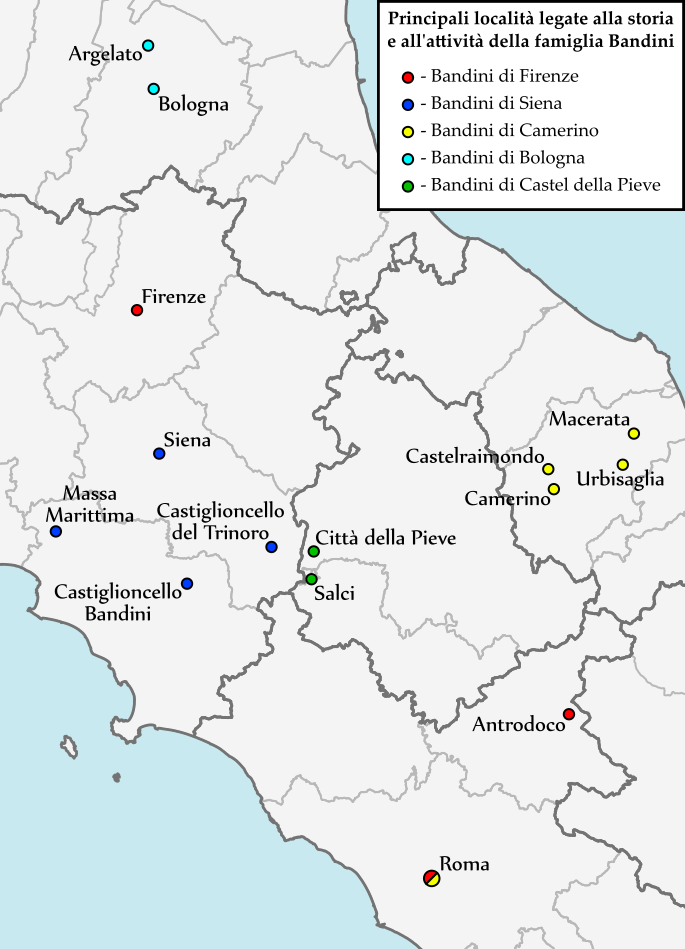
Località legate alla famiglia Bandini

Risiedevano nell'attuale Villa del Bandino, già in passato residenza dei Baroncelli, che da loro prese il nome.
Anche se il Crollalanza, nella sua opera, riporta l'esistenza di sei grandi famiglie Bandini nell'Italia medievale e moderna (Bandini di Firenze, Siena, Camerino, Bologna, Rimini e Palermo), non è tuttora chiaro se esse siano tutte riconducibili all'originale casato fiorentino.

## Bandini di Firenze
Di estrazione mercantile e dediti all'attività bancaria, i membri del casato Bandini arrivarono a ricoprire diversi ruoli di rilievo tanto nel periodo repubblicano quanto nel primo periodo mediceo, sia a Firenze stessa sia in altri stati: Piero di Bandino fu più volte gonfaloniere di giustizia nella prima metà del XIV secolo, suo figlio Giovanni fu gonfaloniere e più volte membro dei Buonomini tra il 1366 e il 1388, nonché membro dei Dieci di Balla e, insieme al fratello Michele, depositario della Camera apostolica per conto della Santa Sede, mentre Francesco Bandini fu ambasciatore di Firenze presso la corte ungherese dal 1477 al 1490.
Tuttavia, le fortune politiche della famiglia terminarono quando Bernardo Bandini Baroncelli prese parte alla Congiura dei Pazzi, non solo come uno dei principali organizzatori, ma anche in quanto assassino in prima persona di Giuliano. Il fallimento della congiura portò con sé la vendetta di Lorenzo verso tutti coloro che vi avevano preso parte. Bernardo, che era fuggito a Costantinopoli, fu rintracciato, ricondotto a Firenze e pubblicamente impiccato. Anche i fratelli di Bernardo furono perseguiti; di fatti, l'intera famiglia Bandini rischiò la confisca di tutte le proprietà ma fu risparmiata quando riuscì a dimostrare la propria estraneità al complotto.
Da allora i Bandini di Firenze si dedicarono principalmente alla loro attività bancaria e ai loro interessi al di fuori della Toscana, anche se, durante l'assedio di Firenze, Alessandro Giovanni Bandini combatté dalla parte dei Medici ed il duca Alessandro lo ricompensò nominandolo suo rappresentante alla corte imperiale.

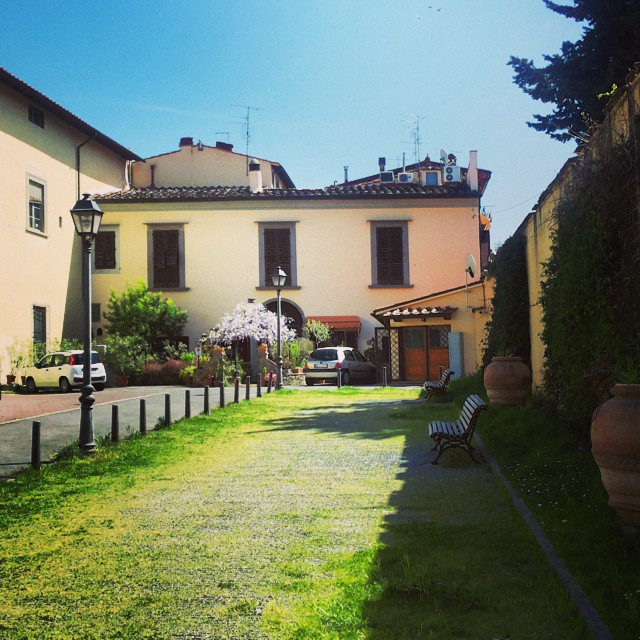
Villa del Bandino a Firenze

L'apogeo dei Bandini di Firenze fu probabilmente raggiunto nella persona di Pierantonio Bandini (1504–1592), il quale, trasferitosi a Roma insieme al fratello Alamanno, divenne console fiorentino di Roma (ossia capo dei mercanti e dei banchieri fiorentini della città) e depositario e/o creditore di numerosi cardinali, famiglie nobili e istituti pontifici. Negli anni successivi riuscì ad espandere gli interessi della propria banca, facendo sposare la propria prole con membri di importanti famiglie di banchieri genovesi e aprendo nuove sedi a Napoli, in Spagna e, soprattutto, in Francia, dove divenne creditore e depositario dello stesso Enrico III. Con il denaro ricavato nei suoi commerci Pierantonio acquistò numerose proprietà terriere nei dintorni di Roma, tra cui il feudo di Antrodoco, del quale suo figlio Giovanni divenne marchese.
Tuttavia la prosperità acquisita da Pierantonio non bastò a garantire la sopravvivenza della sua stirpe. Dei numerosi figli di Pierantonio infatti (sette in tutto) ben tre si dedicarono alla vita ecclesiastica (tra i quali Ottavio Bandini, suo ultimogenito), mentre i restanti quattro, ai quali aveva inizialmente affidato il futuro della propria attività, morirono senza figli. Per evitare che la casata si estinguesse, il già citato Giovanni dovette rinunciare alla carriera ecclesiastica. Si sposò con la contessa Martelli, ma dal loro matrimonio nacquero solo figlie femmine. Una di esse, Cassandra, che aveva ereditato il titolo di marchesa di Antrodoco e lo aveva poi passato al marito Niccolò Maria Giugni, fu l'ultima esponente della ramo fiorentino dei Bandini, che si estinse definitivamente con la sua morte nel 1691.

## Bandini di Siena

Stemma dei Bandini di Siena

I Bandini di Siena, la cui esatta origine è ancora poco chiara, si distinguono da tutti gli altri rami della famiglia per la loro attiva fede ghibellina. Comparvero nelle cronache senesi a partire dal XIII secolo e sin dall'inizio ricoprirono importanti cariche politiche ed amministrative nella Repubblica di Siena, ottenendo la signoria di Castiglioncello del Trinoro. Il loro centro principale fu Massa di Maremma (oggi Massa Marittima) e da lì esercitarono il loro potere su molta della Maremma Senese.
Il loro membro più rilevante fu probabilmente Bartolo di Tura (1391-1477). Rinomato medico e docente universitario, nonché diplomatico (e probabilmente anche spia) per conto della Repubblica, fu eletto per ben tre volte capitano del popolo, massima carica dello stato senese. Durante le sue missioni diplomatiche conobbe personalmente Lorenzo de' Medici, col quale mantenne un rapporto epistolare.

### Bandini Piccolomini

Stemma dei Bandini Piccolomini

Nel 1500 Sallustio, ultimo erede dei Bandini di Siena, sposò Montanina, ultima erede dei Piccolomini Todeschini, e i loro figli furono ammessi nella Consorteria Piccolomini in quanto unici discendenti del casato materno. Nacque così la famiglia Bandini Piccolomini la quale, sebbene di breve durata, giocò un ruolo importantissimo negli ultimi anni della Repubblica di Siena.
Dei figli nati da questa coppia, i più importanti furono senza dubbio Francesco e Mario. Il primo divenne fin dalla giovane età arcivescovo di Siena, patrocinò diverse iniziative culturali e fu uno strenuo sostenitore delle istituzioni repubblicane; il secondo fu invece attivissimo nella vita politica senese, ricevette dall'imperatore Carlo V il titolo di conte palatino a seguito di alcuni successi militari e fu l'ultimo capitano del popolo della Repubblica, prima della sua definitiva capitolazione.

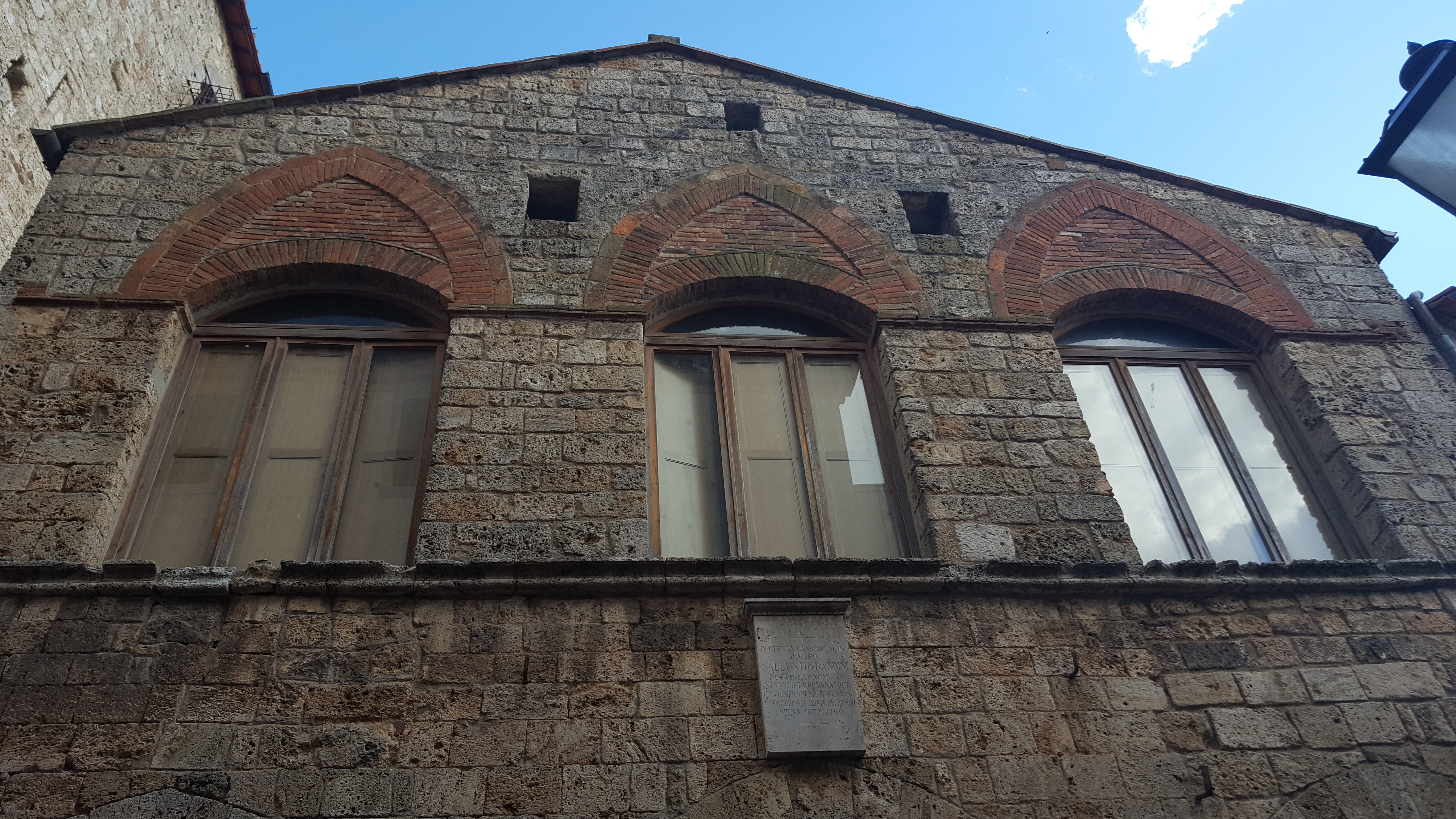
Palazzo Bandini a Massa Marittima

La linea maschile dei Bandini Piccolomini si estinse già nella generazione successiva. Sallustio, primogenito di Mario, morì senza aver avuto figli, mentre suo fratello Germanico si dedicò alla carriera ecclesiastica, divenendo prima vescovo ausiliario di Siena e poi vescovo di Corinto, carica in virtù della quale prese parte alla terza fase del Concilio di Trento. Tuttavia, i discendenti di una delle figlie di Mario, Berenice, adottarono e continuano tuttora a portare il cognome Bandini; questa nuova famiglia produsse diversi uomini illustri, tra i quali spicca Sallustio Antonio Bandini, arcidiacono ed economista, al quale viene attribuita l'invenzione della moderna cambiale.
Palazzo Bandini, edificio storico di Massa Marittima, prende il suo nome da questo ramo della famiglia, così come la località di Castiglioncello Bandini, che nacque intorno ad un castello appartenuto ai Bandini Piccolomini.

## Bandini di Bologna

Stemma dei Bandini di Bologna

I Bandini di Bologna traggono le loro origini da quelli di Firenze tramite Giovanni di Bandino Bandini (morto nel 1485), che si trasferì nella città felsinea, ponendosi sotto la protezione di papa Sisto IV, per sfuggire alla vendetta dei Medici. A Bologna, i discendenti di Giovanni, dopo aver cambiato il proprio stemma (forse per cancellare ogni collegamento con il loro antenato Bernardo), si dedicarono all'attività politica, partecipando a numerosi governi ed entrando in pianta stabile nel novero dei senatori della città; sembra inoltre che, nonostante il tentativo di distanziarsi dai loro avi fiorentini, mantennero comunque stretti rapporti economici e politici con i Bandini ancora presenti a Firenze.
La residenza principale dei Bandini di Bologna fu l'attuale Villa Beatrice di Argelato.
Il ramo bolognese dei Bandini si estinse nella seconda metà XVII secolo.

### Albero genealogico

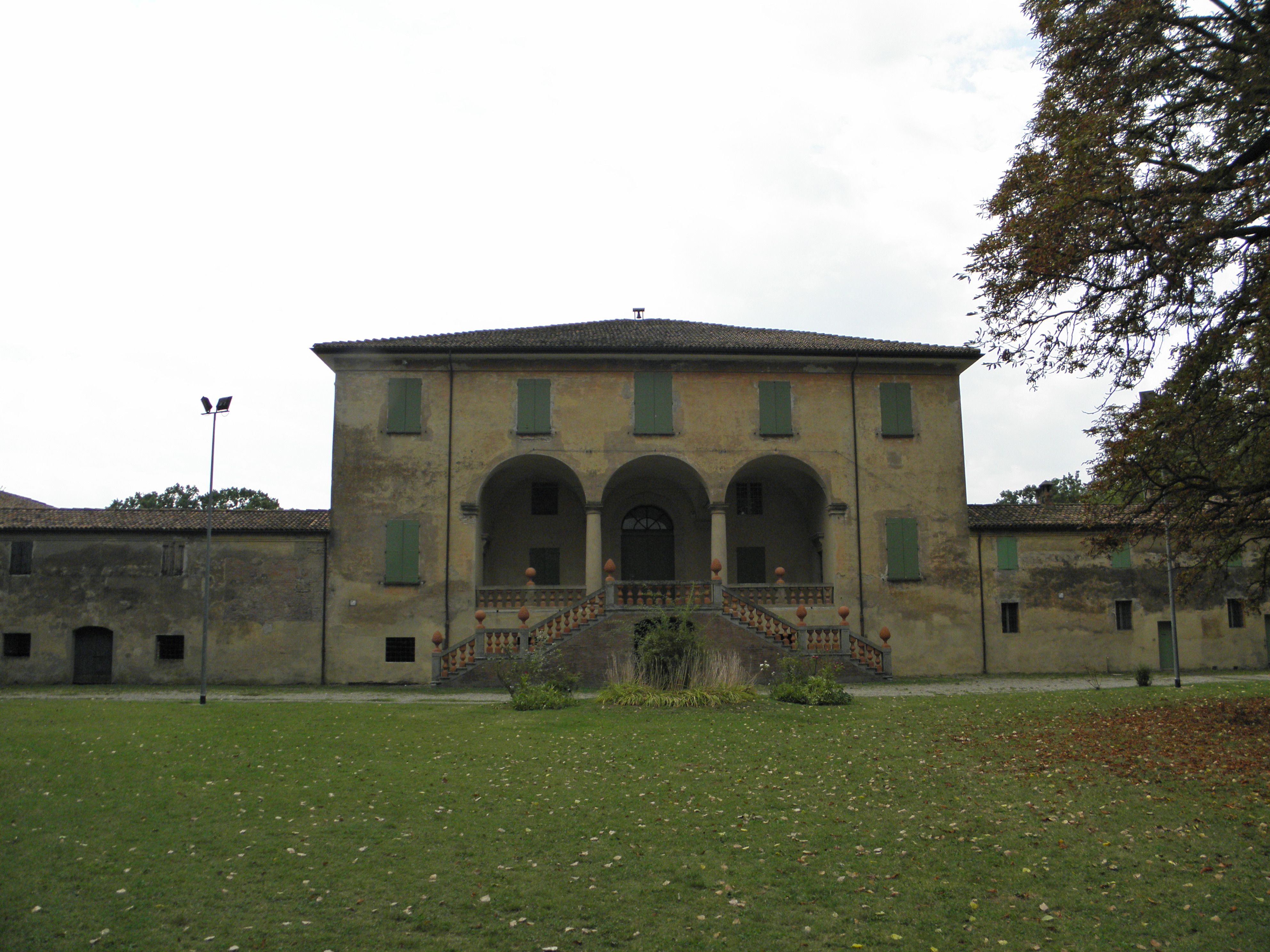
Villa Beatrice

Qui di seguito è riportato l'albero genealogico dei Bandini di Bologna come ricostruibile dai documenti.
|        |          |          |        |        |        |       |
|        |          | Giovanni |        |        |        |       |
|        |          |          |        |        |        |       |
|        |          |          |        |        |        |       |
|        |          | Bandino  |        |        |        |       |
|        |          |          |        |        |        |       |
|        |          |          |        |        |        |       |
|        |          | Giovanni |        |        |        |       |
|        |          |          |        |        |        |       |
|        |          |          |        |        |        |       |
|        | Astorre  | Astorre  |        | Ercole | Ercole |       |
|        |          |          |        |        |        |       |
|        |          |          |        |        |        |       |
|        | Giovanni | Giovanni |        | Orazio | Orazio |       |
|        |          |          |        |        |        |       |
|        |          |          |        |        |        |       |
|        | Ulisse   | Ulisse   | Nicolò | Nicolò | Marco  | Marco |
|        |          |          |        |        |        |       |
|        |          |          |        |        |        |       |
| Orazio | Orazio   | Ercole   | Ercole |        |        |       |

## Bandini di Camerino

Stemma dei Bandini di Camerino

In seguito alla battaglia di Montaperti e al conseguente rafforzamento della fazione ghibellina, alcuni membri dei Bandini, sotto la guida del condottiero Vanni di Bandino Baroncelli, preferirono lasciare la Toscana per trasferirsi, intorno al 1270, nei territori della roccaforte guelfa di Camerino, dove furono calorosamente accolti da Gentile I da Varano, signore locale e già loro compagno d'armi negli scontri degli anni precedenti tra guelfi e ghibellini in Toscana. Si stabilirono nell'area di Rustano (attualmente frazione di Castelraimondo), che rimase da allora il loro centro principale.
Patroni delle arti e attivi nella vita pubblica, i Bandini di Camerino allargarono progressivamente i propri domini, specialmente a partire dal XVIII secolo. Il 29 ottobre 1721 Filippo Bandini ottenne da papa Innocenzo XIII la signoria su Rocca Varano, mentre il 30 maggio 1753 Alessandro Bandini acquistò da papa Benedetto XIV i feudi di Lanciano e Rustano, che furono elevati a marchesato. I Bandini continuarono ad esercitare il proprio potere soprattutto nell'area delle Marche centrali, dove ottennero anche il titolo onorifico di patrizi di Macerata.

### Giustiniani Bandini

Stemma dei Giustiniani Bandini

Nel 1815 Carlo Bandini (1779-1850) sposò Cecilia Giustiniani (1796-1877), figlia di Vincenzo Giustiniani e Nicoletta del Grillo duchessa di Mondragone, ultima discendente del ramo romano della famiglia Giustiniani; loro figlio, Sigismondo, ereditò da parte materna i titoli di duca di Mondragone e di conte di Newburgh. Nel 1855 Sigismondo fu ammesso nel patriziato romano, e nel 1863 papa Pio IX gli conferì il titolo di principe romano e il diritto di inquartare il proprio stemma con quello dei defunti Giustiniani; nacque così la famiglia Giustiniani Bandini, che si estinguerà nel 1977 con la morte di Maria Sofia Giustiniani Bandini.
La villa nella quale, durante la seconda guerra mondiale, venne allestito il campo di internamento di Urbisaglia apparteneva a questa famiglia.

## Bandini di Castel della Pieve

Stemma dei Bandini di Castel della Pieve

Anche se non è noto il periodo esatto in cui una parte dei Bandini di Firenze si sia trasferita nella zona di Città della Pieve (fino al XVII secolo Città di Castel della Pieve), sembra che anche i Bandini di Castel della Pieve fossero discendenti del condottiero Vanni, e perciò strettamente imparentati con il ramo di Camerino. Costruito il borgo di Salci, si scontrarono a lungo con i Monaldeschi per il controllo della zona, riuscendo infine a prevalere. Governarono sul territorio salcese fino al 1570, anno di morte di Lucrezia Bandini, ultima esponente del ramo pievese.
A Città della Pieve esiste tuttora un palazzo Bandini, che deve il suo nome a questo ramo della famiglia.

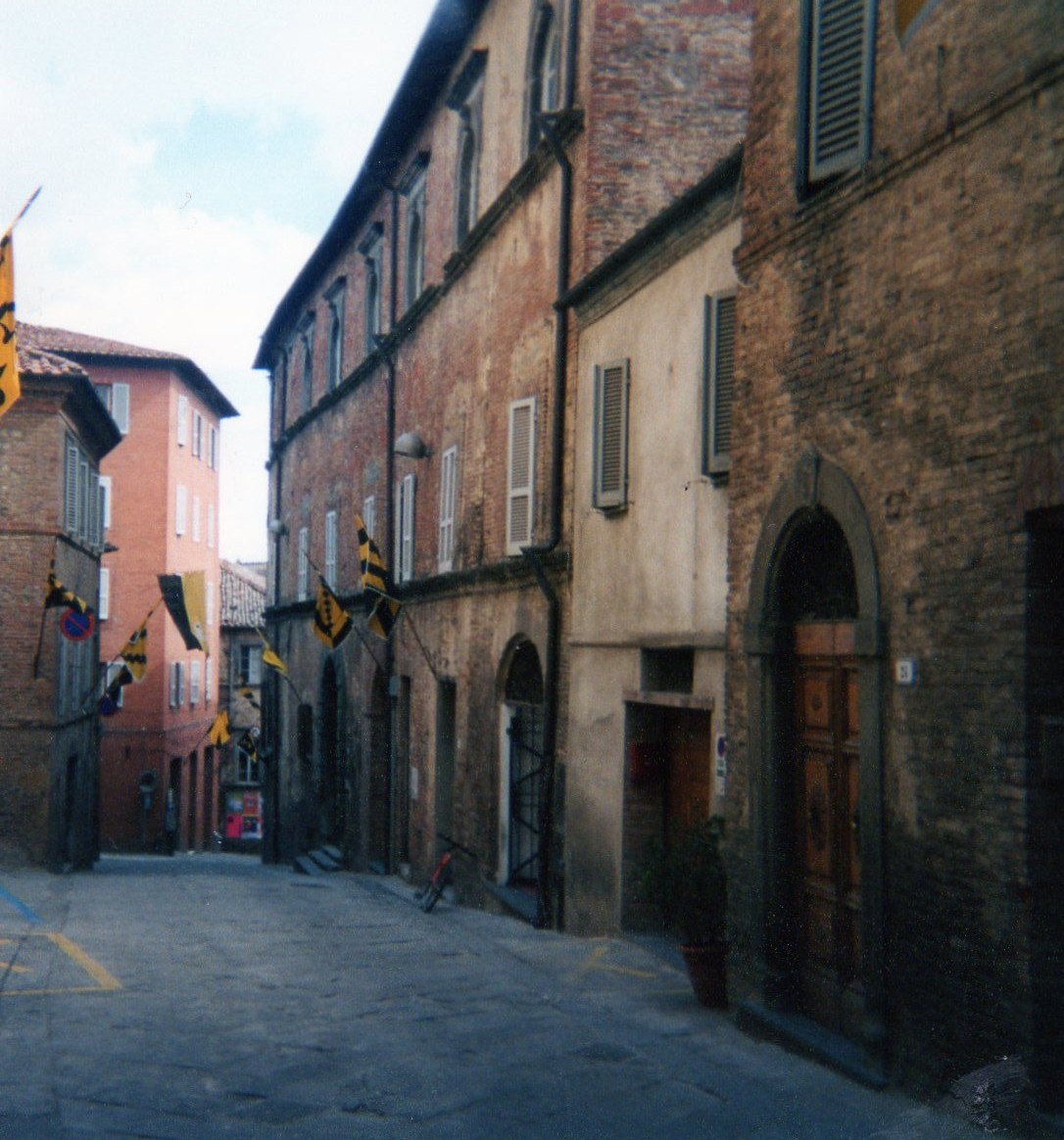
Palazzo Bandini a Città della Pieve

## Membri rilevanti
- Bartolo di Tura
- Bernardo Bandini Baroncelli
- Francesco Bandini Piccolomini
- Mario Bandini Piccolomini
- Ottavio Bandini
- Pierantonio Bandini